# ربع رشيدي

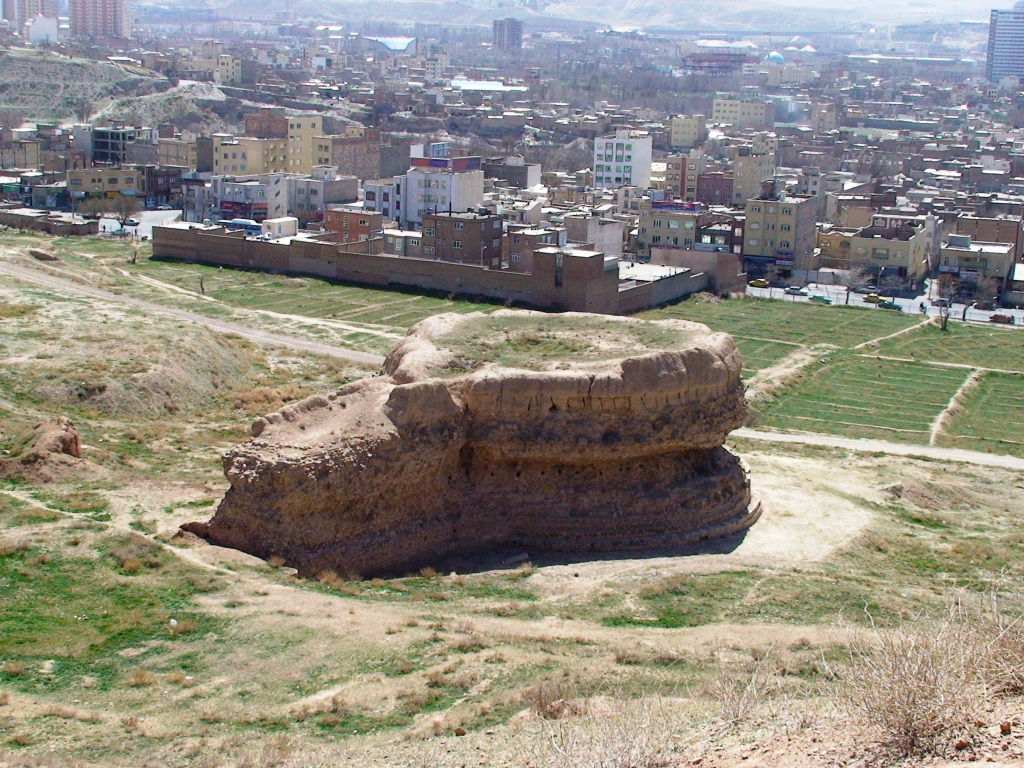
بقايا وآثار مبنى ربع رشيدي.

ربع رشيدي هو مبنى جامعي يقع في حارة باغشمه في تبريز بإيران، شُيّد في عصر الدولة الأيلخانية على يد رشيد الدين فضل الله ولم يتبقَ منه الآن سوى بعض الأعمدة الرئيسية.

## الوصف
قرر رشيد الدين للمحافظة على تراثه إقامة مركز ثقافي إلى جوار تبريز دعاه «الربع الرشيدي» في وقت يقع بين أواخر القرن السابع ومطلع القرن الثامن الهجريين/ بين القرنين الثالث عشر والرابع عشر الميلاديين. والربع مجمع أبنية يضم المدارس ومكتبة ومسجد ومستشفى وحمامات ومنازل لإقامة المدرسين والطلاب، وأقيم في الربع مصانع للنسيج والورق، وأمكنة لنسخ الكتب وتجليدها وتذهيبها، وكان يتسع إلى سبعة آلاف من المدرسين والطلاب من مختلف الجنسيات. إضافة إلى الفقهاء والقراء، وكان لكل فئة من سكان الربع حي خاص بها، وأوقف رشيد الدين أوقافًا عدة لتأمين الأموال لتصرف على طعام المقيمين فيه وكسوتهم. وآل حال الربع إلى الخراب بعد مقتل رشيد الدين، واستعاد شيئًا من نشاطه في عهد وزارة ابنه غياث الدين حتى مقتله أيضًا، فحلَّت بالربع كارثةٌ أخرى.